# Ramón Munita Eyzaguirre

Ramón Munita Eyzaguirre (Santiago de Chile, 18 de agosto de 1901 - Santiago de Chile, 18 de junio de 1992) fue un sacerdote chileno que alcanzó los rangos de obispo de Ancud, Puerto Montt, San Felipe, titular de Maximiana en Numidia y dimisionario de Puerto Montt.

## Biografía
Ramón Munita fue ordenado en la catedral metropolitana de Santiago el 5 de abril de 1924 por monseñor Rafael Edwards Salas, obispo titular de Dodona.
El papa Pío XI lo eligió como noveno obispo de Ancud el 22 de enero de 1934. Consagrado en el templo del Buen Pastor, en Santiago de Chile, por el arzobispo de Santiago, monseñor José Horacio Campillo el 1 de abril de ese año. Su lema episcopal era: In nomine tuo laxabo rete. Tomó posesión de la diócesis el 29 de abril de 1934, que gobernó pastoralmente hasta el mismo día de 1939, cuando Pío XII lo designó primer obispo de Puerto Montt, diócesis de la que tomó posesión de la diócesis el 14 de mayo del año siguiente 1940. En 1957 celebró el I Sínodo de Puerto Montt.
El mismo papa lo trasladó a San Felipe el 23 de noviembre de 1957; tomó posesión el 20 de abril del año siguiente. En 1962 participó en la primera sesión del Concilio Vaticano II. Renunció el 23 de abril de 1963 y Juan XXIII lo trasladó la titular de Maximiana en Numidia. Radicado en Santiago desde 1963, en 1970 opta por el título de obispo dimisionario de Puerto Montt. 
A 24 años de su muerte, el 5 de noviembre de 2016 sus restos llegaron a la Catedral de Puerto Montt donde, a petición del fallecido obispo, fue sepultado en el mausoleo del templo, obra del arquitecto Marcelo Werner.
Una de las principales calles del sector alto de Puerto Montt lleva su nombre en honor a su importancia.

| Predecesor: Mons. Abraham Aguilera Bravo                      | Obispo de Ancud 1934-1939                        | Sucesor: Mons. Hernán Frías Hurtado     |
| Predecesor: creación del cargo                                | Obispo de Puerto Montt 1939-1957                 | Sucesor: Mons. Alberto Rencoret Donoso  |
| Predecesor: Mons. Fray Roberto Bernardino Berríos Gaínza OFM. | Obispo de San Felipe 1957-1963                   | Sucesor: Mons. José Luis Castro Cabrera |
| Predecesor: Mons. Enrique María Dubuc Moreno                  | Obispo titular de Maximiana en Numidia 1963-1970 | Sucesor: Mons. Joseph Jean Marie Rozier |